# 102 далматинци
„102 далматинци“ (на английски: 102Dalmatians) е американски игрален филм, част от франчайза „101 далматинци“, произведен през 2000 г. от Уолт Дисни Пикчърс.
Във филма участва Глен Клоуз в ролята на Круела де Вил (Злобара Де Мон от българския превод). Продължение е на игралния филм „101 далматинци“ от 1996 г.

## Сюжет
Внимание:  Текстът по-долу разкрива сюжета на произведението (или части от него)!
Бъдете готови за бурни изживявания с цяла гвардия неустоими герои, пуснати на воля в тази завладяваща комедия. В един невероятен съюз, своенравен папагал, който се изживява като ротвайлер, действа в комбина с малко далматинче, което тепърва трябва да заслужи петната си. Заедно те трябва да надхитрят лукавата Круела Девил (Глен Клоуз). С помощта на палавата банда от нови приятели – далматинци, двамата се впускат в лудешко издирване, кръстосвайки улиците на Париж. Докато приключенията и комичните ситуации стават все по-неудържими, вие със сигурност ще откриете своя любимец сред тази шумна компания.

## Актьорски състав
- Глен Клоуз – Круела де Вил
- Юън Гръфъд – Кевин Шепърд
- Алис Евънс – Клои Саймън
- Тим МакИнърни – Алонзо
- Дейвид Хоровитч – Д-р Павлов
- Иън Ричардсън – Г-н Торт
- Жерар Депардийо – Жан Пиер льо Пелт
- Ерик Айдъл – Трончо (глас)
- Керъл МакРеди – Агнес
- Бен Кромптън – Юън

## Награди
- 2001 г. – номинация за „Оскар“ за художника на костюмите Антъни Пауъл
- 2001 г. – награда „Bogey Awards“ (ФРГ)

## „102 далматинци“ в България
Филмът има български дублаж в студио Александра Аудио. Екипът се състои от:
| Роля                   | Изпълнител                                                              |
| ---------------------- | ----------------------------------------------------------------------- |
| Изпълнителен продуцент | Васил Новаков                                                           |
| Превод                 | Живко Тодоров                                                           |
| Режисьор на дублажа    | Даниела Горанова                                                        |
| Тонрежисьор            | Пламен Пенев                                                            |
| Озвучаващи артисти     | Тамара Войс Светлана Смолева Стефан Стефанов Илия Иванов Тодор Георгиев |

Има и дублаж на Диема Вижън. Екипът се състои от:
| Роля                | Изпълнител                                                                                |
| ------------------- | ----------------------------------------------------------------------------------------- |
| Преводач            | Благовест Костадинов                                                                      |
| Тонрежисьор         | Стефан Дучев                                                                              |
| Режисьор на дублажа | Димитър Кръстев                                                                           |
| Озвучаващи артисти  | Ани Василева Нина Гавазова Николай Николов Здравко Методиев Емил Емилов Александър Митрев |